# Harpalyce cubensis
Harpalyce cubensis är en ärtväxtart som beskrevs av August Heinrich Rudolf Grisebach. Harpalyce cubensis ingår i släktet Harpalyce och familjen ärtväxter. IUCN kategoriserar arten globalt som nära hotad.

## Underarter
Arten delas in i följande underarter:
- H. c. cajalbanensis
- H. c. cubensis